# Daniel von der Bracke
Daniel von der Bracke (* 28. Januar 1992 in Aachen) ist ein deutscher Fußballspieler, der seit 2015 für die TuS Koblenz aktiv ist.

## Karriere

### Verein
Der defensive Mittelfeldspieler von der Bracke begann seine Karriere beim FC Adler Büsbach und wechselte im Sommer 2002 zur Jugendabteilung von Bayer 04 Leverkusen. Ab der Saison 2007/08 spielte er in der neugegründeten U-17-Bundesliga sowie in der U-19-Bundesliga und als 18-Jähriger für deren zweite Mannschaft, für die er in der Saison 2010/11 zweimal auflief. Zur Saison 2011/12 erfolgte der Wechsel in die 3. Liga zum VfL Osnabrück. Vornehmlich in der zweiten Mannschaft der Niedersachsen in der Niedersachsenliga eingesetzt, bekam von der Bracke am 17. Februar 2012 (26. Spieltag) bei dem 2:0-Heimerfolg gegen den 1. FC Saarbrücken sein Profidebüt, als er in der 90. Minute für Rouwen Hennings eingewechselt wurde.
Zur Saison 2013/14 wechselte er zum Nord-Regionalligisten TSV Havelse, verließ den Verein jedoch nach einem Jahr wieder Richtung Goslarer SC 08. Für Goslar kam von der Bracke auf 27 Einsätze in der Regionalliga, aber aus privaten Gründen lehnte er einen neuen Vertrag bei den Goslarern ab. Nach einem Probetraining nahm ihn der Oberligist TuS Koblenz im Juli 2015 für ein Jahr unter Vertrag.

### Nationalmannschaft
Ab der Saison 2006/07 wurde er vom DFB mehrmals zu Lehrgängen der Junioren-Nationalmannschaft eingeladen. Am 12. April 2009 machte er sein einziges Länderspiel in einem Testspiel gegen Bulgariens U-18-Nationalmannschaft in Gera. Es war das letzte Testspiel des Jahrgangs 1992 vor der in Deutschland stattfindenden U-17-Europameisterschaft. Daniel von der Bracke konnte sich nicht mehr für den EM-Kader ins Team spielen.